# 티베트 스랑

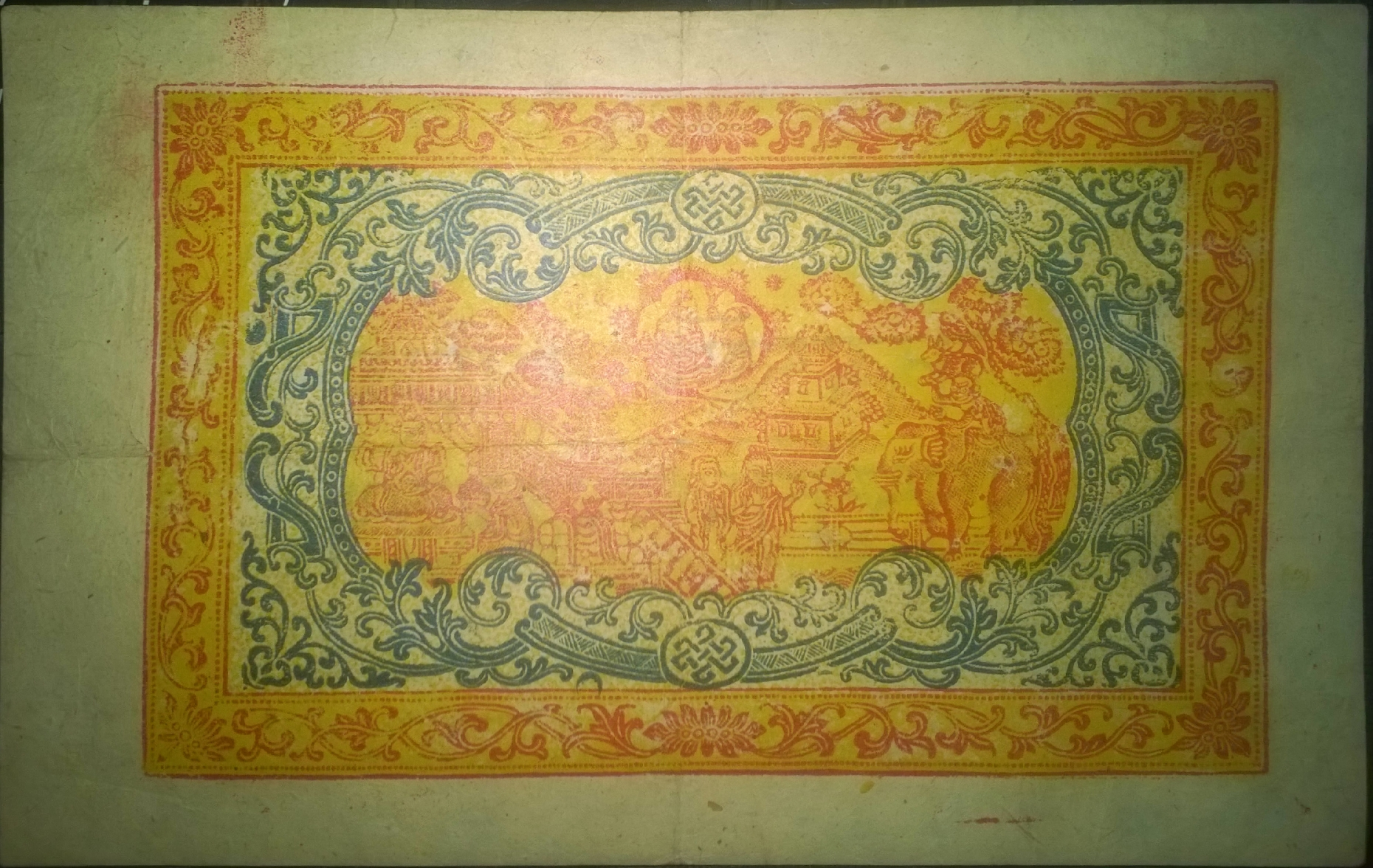
티베트 100스랑 지폐

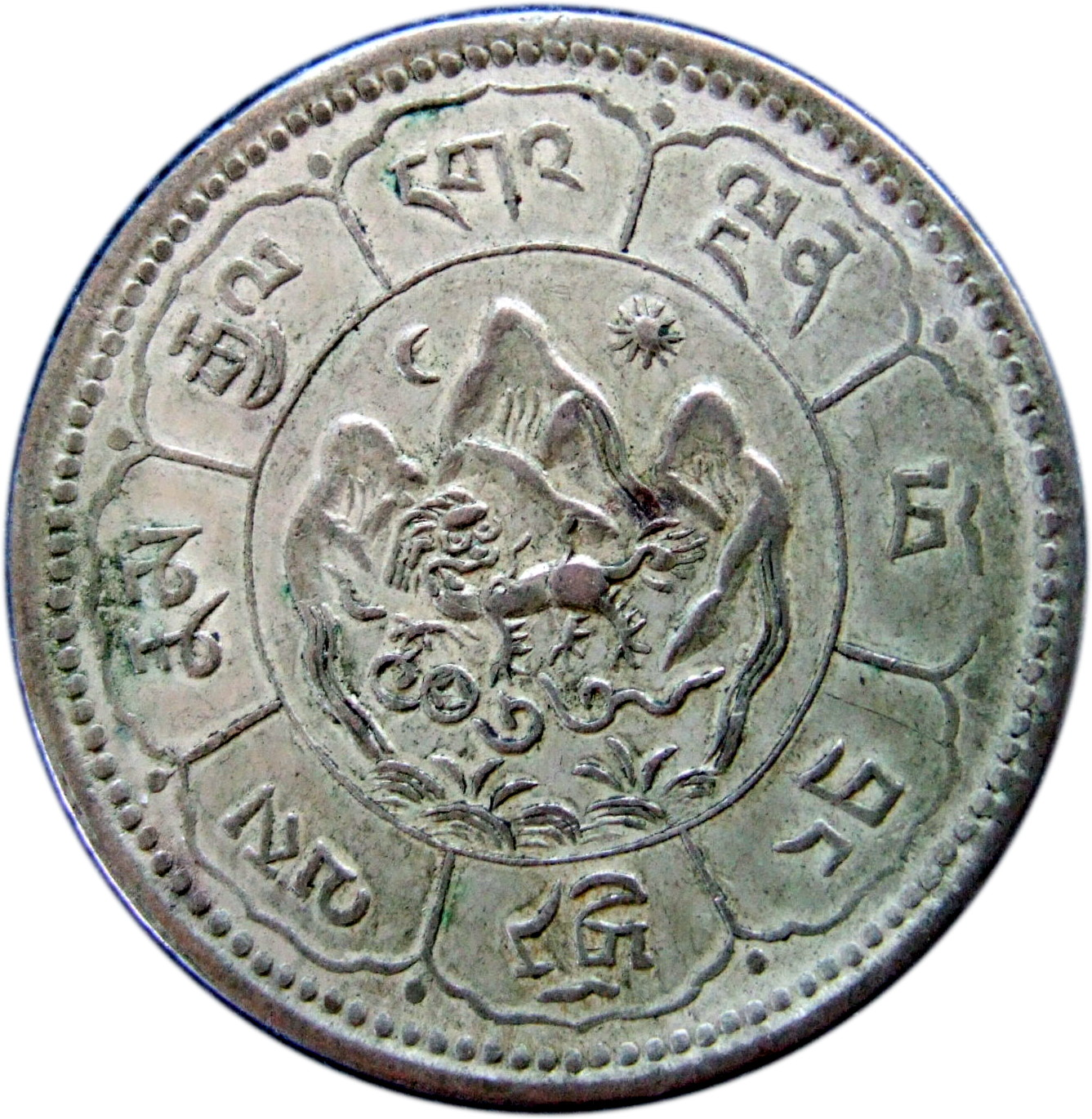
10스랑 은화

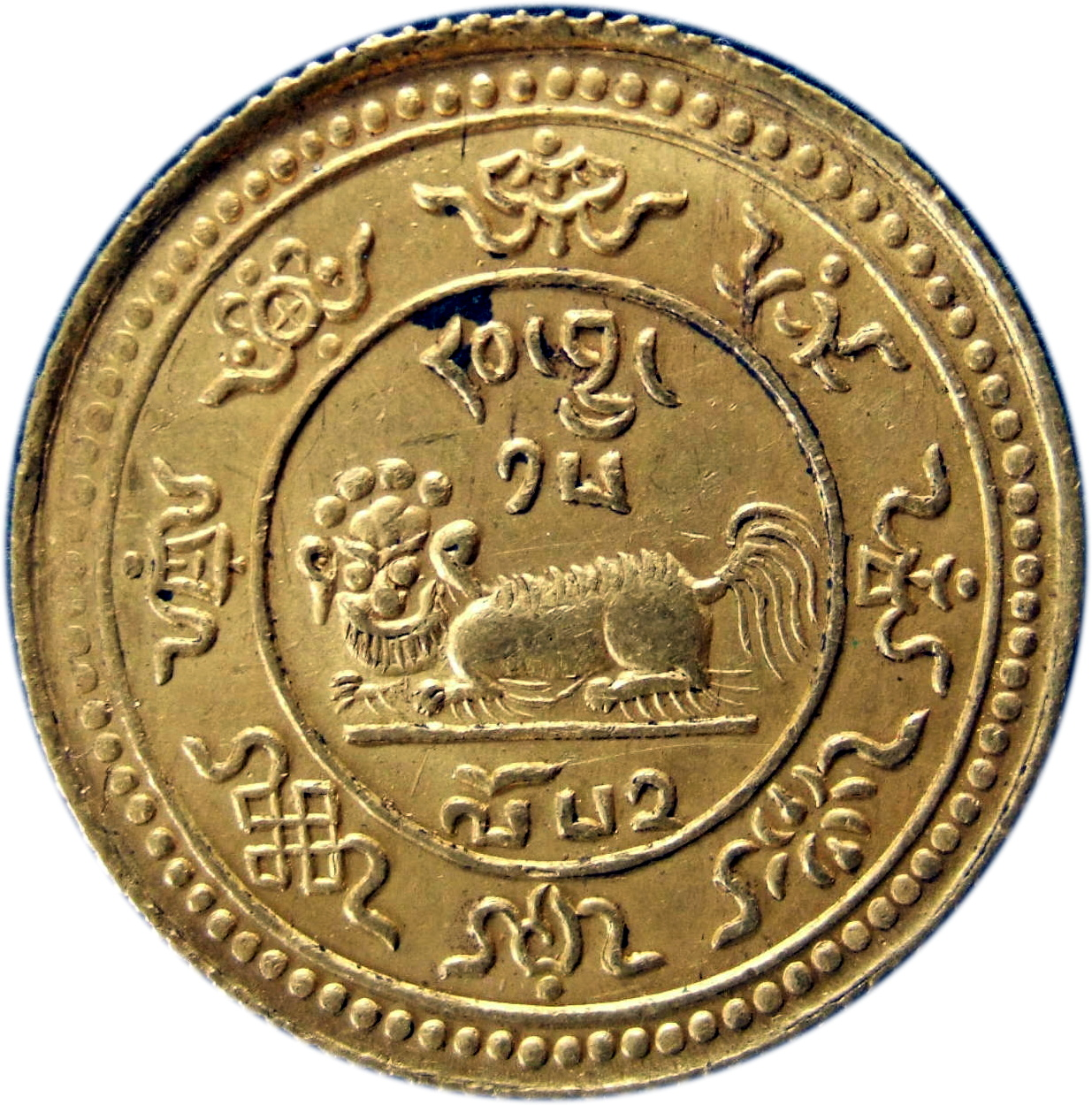
1918년에 발행된 20스랑 금화

스랑 ("상"으로 발음됨, 티베트어로 종종 "등굴 스랑" 즉 "은 스랑"이라고 함)은 1909년에서 1959년까지 사용되었던 티베트의 통화이다. 1950년대까지 탕카와 함께 유통되었다. 스랑은 10 쇼, 각각 10 스카로 나뉘었고, 탕카는 15 스카(1 스랑 = 6⅔ 탕카)와 같았다.
원래 스랑은 무게 단위, 특히 은과 금의 무게를 측정하는 무게 단위였다. 그것은 중국 량 약 37.5그램에 해당했다.
스랑은 1909년에 티베트가 탕카만 발행하는 대신 다른 종류의 돈들도 발행하기 시작하면서 은화로 처음 나타났다.  18.5g의 1 스랑 은화는 도데(Dode)에서 주조되었다. 이 1 스랑 동전은 1919년까지 유지되었다. 1936년부터 1938년까지, 그리고 1946년에 다시 탑치 조폐국에서 5g의 은으로 만든 1½스랑 주화를 주조했다. 1933년~1938년, 그리고 1946년에는 탑치 조폐국에서 11.3g의 은화 3스랑을 발행했다.  1948년에서 1952년 사이에 도구 조폐국에서 10억개의 10 스랑 동전이 주조되었으며, 1918년에서 1921년 사이에 세르캉 조폐국에서는 20스랑의 금화가 주조되었다. 1939년, 최초의 티베트 지폐가 스랑으로 표시되었다. 이후 티베트 정부는 5스랑, 10스랑, 25스랑 지폐를 발행했다.
1954년에는 승려들에게 나눠주기 위한 은화가 주조되었다. 이 주화는 탕카의 마지막 발행이었음에도 5스랑의 가치를 가졌으며, 이는 티베트에서 발행된 마지막 은화였다.
마지막 티베트 구리 주화(5쇼 = 1/2 스랑)는 1953년에 발행되었고, 100스랑 지폐는 1959년까지 대량 발행되었다.
티베트 스랑은 1959년 중국 위안화가 유통되기 전까지 사용되었다.